# Chiara Aurelia
Chiara Aurelia de Braconier d'Alphen, född 13 september 2002 i Taos i New Mexico, är en amerikansk skådespelare.
Aurelia har bland annat medverkat i TV-serierna Cruel Summer och Tell Me Your Secrets från 2021. Hon har även medverkat i filmerna Fear Street Part Two: 1978 från 2021 samt Geralds lek från 2017.

## Filmografi (i urval)
- 2017: Geralds lek
- 2021: Cruel Summer
- 2021: Tell Me Your Secrets
- 2021: Fear Street Part Two: 1978